# Marasmius limosus
Espèce
Marasmius limosus, le Marasme des roseaux, est une espèce de champignons basidiomycètes de la famille des Marasmiaceae.